# 库萨诺穆特里
库萨诺穆特里（義大利語：Cusano Mutri），是意大利贝内文托省的一个市镇。总面积59平方公里，人口4222人，人口密度71.6人/平方公里（2009年）。ISTAT代码为062026。